# John Best
John Best (Inglewood,?–?) amerikai nemzetközi labdarúgó-játékvezető. Más források szerint John Orr Best.

## Pályafutása

### Nemzeti játékvezetés
Nemzeti labdarúgó-szövetségének megfelelő játékvezető bizottsága minősítése alapján lett az 1. Liga játékvezetője. Küldési gyakorlat szerint rendszeres partbírói szolgálatot végzett.

### Nemzetközi játékvezetés
Az Amerikai labdarúgó-szövetség Játékvezető Bizottsága (JB) terjesztette fel nemzetközi játékvezetőnek, a Nemzetközi Labdarúgó-szövetség (FIFA) 1952-től tartotta nyilván bírói keretében. Több válogatott és nemzetközi klubmérkőzést vezetett vagy partbíróként szolgált. Az amerikai nemzetközi játékvezetők rangsorában, a világbajnokság sorrendjében többedmagával az 5. helyet foglalja el 1 találkozó szolgálatával. Az aktív nemzetközi játékvezetéstől 1960-ban búcsúzott.

#### Labdarúgó-világbajnokság
Az 1954-es labdarúgó-világbajnokságon a FIFA JB játékvezetőként alkalmazta. Selejtező mérkőzést a CONCACAF zónában vezetett.
| Időpont          | Helyszín                      | Mérkőzés típusa | Mérkőzés   | Eredmény |
| ---------------- | ----------------------------- | --------------- | ---------- | -------- |
| 1954. január 14. | Központi Stadion, Mexikóváros | CONCACAF        | Mexikó–USA | 3 : 1    |

#### Olimpiai játékok
Az 1948. évi nyári olimpiai játékok labdarúgó tornáját, ahol a FIFA JB partbírói szolgálatra alkalmazta. Ebben a korban a nemzetközi mérkőzésen partbíróként foglalkoztatott sportembereknek nem kellett a Nemzetközi Labdarúgó-szövetség (FIFA) tagjának lenni. Az Amerikai labdarúgó-szövetség Játékvezető Bizottsága a FIFA JB felkérésére végezte a küldést. A kor elvárása szerint az egyes számú partbíró játékvezetői sérülésnél átvette a mérkőzés vezetését. Partbíróként 2 mérkőzésre 1-es, egy találkozóra 2. pozícióban kapott küldést. Mindhárom mérkőzésen Karel van der Meer partbírója volt.
| Időpont             | Helyszín                       | Mérkőzés típusa | Mérkőzés              | Eredmény | Nézők száma |
| ------------------- | ------------------------------ | --------------- | --------------------- | -------- | ----------- |
| 1948. július 31.    | Craven Cottage Stadion, Fulham | első forduló    | Jugoszlávia–Luxemburg | 6 – 1    | 7 000       |
| 1948. augusztus 11. | Wembley Stadion, London        | egyik elődöntő  | Anglia–Jugoszlávia    | 1 – 3    | 40 000      |
| 1948. augusztus 13. | Wembley Stadion, London        | bronztalálkozó  | Anglia–Dánia          | 3 – 5    | 50 000      |

---
Az 1952. évi nyári olimpiai játékok labdarúgó tornáját, ahol a FIFA JB bírói szolgálatra alkalmazta. Partbíróként 2 mérkőzésre egyes, egy mérkőzésre 2. pozícióban kapott küldést.
| Időpont          | Helyszín                   | Mérkőzés típusa | Mérkőzés          | Eredmény | Nézők száma |
| ---------------- | -------------------------- | --------------- | ----------------- | -------- | ----------- |
| 1952. július 15. | Olimpiai Stadion, Helsinki | selejtező       | Jugoszlávia–India | 10 : 1   | 20 000      |

#### Nemzetközi mérkőzések
| Időpont              | Helyszín                       | Mérkőzés típusa | Mérkőzés             | Eredmény | Nézők száma |
| -------------------- | ------------------------------ | --------------- | -------------------- | -------- | ----------- |
| 1953. május 21.      | Nemzeti Stadion, Belgrád       | felkészülési    | Jugoszlávia–Wales    | 5 : 2    | 50 000      |
| 1960. szeptember 28. | Dalymount Park Stadion, Dublin | felkészülési    | Észak-Írország–Wales | 2 : 3    | 20 000      |

## Sikerei, díjai
1968-ban a nemzetközi játékvezetés hírnevének erősítése, hazájában 10 éve a legmagasabb Ligában (osztályban) folyamatosan tevékenykedő, eredményes pályafutása elismeréseként, a FIFA JB felterjesztésére az 1965-ben alapított International Referee Special Award címmel és oklevéllel tüntette ki.

## Külső hivatkozások
- John Best. worldreferee.com. (Hozzáférés: 2011. augusztus 14.)[halott link]
- John Best. footballdatabase.eu. (Hozzáférés: 2011. augusztus 14.)
- John Best. eu-football.info. (Hozzáférés: 2011. augusztus 14.)